# Trifolium plumosum
Trifolium plumosum là một loài thực vật có hoa trong họ Đậu. Loài này được Hook. miêu tả khoa học đầu tiên.